# 篠路
篠路（しのろ）は北海道札幌市北区にある地名。同区内の北部に位置する、国道231号（創成川通）以東の地域で、南辺の学田川をはさんで太平に接する。
また、伏籠川以北には篠路町篠路があり、ペケレット沼を含んで茨戸川まで広がっている。

## 歴史
古くは篠路村の「本村」と呼ばれた地域である。サケ・マス漁場として始まった集落だったが、幕末ごろから農地として発展していった。
1937年（昭和12年）3月、札幌市への編入に際して「篠路町篠路」と改称した。
伏籠川以南の住宅地は1981年（昭和56年）以降に漸次住居表示が行われ、「篠路○条○丁目」へと変わっていった。

### 地名の由来
アイヌ語研究者の山田秀三は、アイヌ語の「シノオロオ（sino-or-o）」〔ほんとに・水が・ある（ところ・川）〕に由来するのではないか、とする試案を出しているが、はっきりしない。
また『駅名の起源』（1939年版）では札沼線篠路駅の駅名由来について、アイヌ語の「シノロ」による、とした上で「川口の義」「一説に『川の淵』の意」と紹介している。
ほかにアイヌ語の「スウオロ」〔鍋をひたしておく所〕であり、かつて炊事に使用した鍋を龍雲寺付近にひたしておいた習俗に由来するという説もある。アイヌ語との関係はないという説もある。

## 施設

### 篠路の施設
- JR北海道札沼線（学園都市線）篠路駅（篠路4-7）
- 札幌市立篠路西中学校（篠路6-2）
- 札幌市立篠路小学校（篠路4-9）
- 札幌市立篠路西小学校（篠路5-2）
- 篠路神社（篠路4-7）
- 篠路郵便局（篠路3-5）
- 龍雲寺（篠路5-10）
- 篠路コミュニティーセンター（篠路3-8）

### 篠路町篠路の施設
- 北海道札幌英藍高等学校（篠路町篠路372-67）
- 札幌市立篠路中学校（篠路町篠路368）

## 金融機関
- 北洋銀行篠路支店（篠路3-4）
- 北海道銀行篠路支店（篠路3-5）

## 商業施設等
- ラッキー篠路店（篠路3-4）
- ツルハドラッグ
  - 篠路店（篠路3-4）
  - 篠路東店（篠路4-9）
- 札友ミート（篠路4-7）
- 木田製粉（昭和産業グループ）（篠路6-7）